# Cowboy Bebop - Il film
Cowboy Bebop - Il film (カウボーイビバップ 天国の扉?, Kaubōi Bibappu tengoku no tobira), conosciuto anche con il titolo internazionale di Cowboy Bebop: Knockin' on Heaven's Door, è un film di animazione del 2001 diretto da Shin'ichirō Watanabe.
Si tratta di uno spin-off della serie televisiva animata Cowboy Bebop e cronologicamente si colloca nello spazio temporale che trascorre tra il 22º ed il 23º episodio dell'anime.
In Italia la pellicola, prodotta dagli studi Sunrise e Bones, è uscita nelle sale cinematografiche il 23 maggio 2003 ed è stata riproposta il 2 marzo 2015, a quasi 12 anni di distanza dalla messa in onda originale. La Columbia Pictures, casa di distribuzione del film in Europa, ha mantenuto quasi tutto il cast di doppiatori utilizzato nell'edizione italiana dell'anime; l'unica eccezione è stata l'assenza di Nino Prester, voce di Jet Black, che nel film è stato sostituito da Sandro Iovino, già doppiatore di vari personaggi nella serie classica.

## Trama
Marte, anno 2071. Alla vigilia di Halloween un gruppo di terroristi dirotta un camion sull'autostrada vicina ad Alba City, facendo fuoriuscire da esso un virus che uccide oltre 500 persone; tale virus è stato realizzato su Marte. Il governo, venuto a sapere dell'incidente, decide di stanziare 300 milioni di woolongs per chiunque riesca a catturare l'autore del micidiale progetto criminale. L'uomo si scoprirà poi essere Vincent Volaju, un veterano del conflitto avvenuto su Titano molti anni prima dato dalle fonti ufficiali per deceduto. La ciurma del Bebop decide quindi di seguire il caso, ma il mistero dietro il virus è molto più complicato di quanto Spike Spiegel e compagni possano pensare.

## Colonna sonora
La colonna sonora del film è stata composta da Yōko Kanno, già autrice della colonna sonora dell'anime, ed eseguita dalla band giapponese dei The Seatbelts. La OST del lungometraggio è stata pubblicata nell'extended play Cowboy Bebop - Knockin'on heaven's door Ask DNA e nell'album Cowboy Bebop - Future Blues, Movie OST Knockin' on Heaven's Door.

## Distribuzione

### Data di uscita
Di seguito sono elencate le date di uscita cinematografiche internazionali:
- 1º settembre 2001 in Giappone (カウボーイビバップ 天国の扉 Kaubōi Bibappu tengoku no tobira)
- 30 agosto 2002 negli Stati Uniti (Cowboy Bebop, the Movie: Knockin' on Heaven's Door)
- 6 marzo 2003 in Australia (Cowboy Bebop: The Movie)
- 23 maggio 2003 in Italia (Cowboy Bebop - Il film)
- 27 giugno 2003 nel Regno Unito (Cowboy Bebop: The Movie)
- 12 settembre 2003 in Brasile (Cowboy Bebop: O Filme)
- 24 settembre 2003 in Belgio
- 1º ottobre 2003 in Francia (Cowboy Bebop, le film)
- 3 ottobre 2003 in Corea del Sud (카우보이 비밥 천국의 문)

### Edizione italiana
Il doppiaggio italiano è stato curato dalla SEFIT-CDC di Roma, sotto la direzione di Michele Gammino. Leonardo Piferi si è invece occupato della traduzione dei dialoghi.